# Jean-Jacques Birgé
Jean-Jacques Birgé, (Párizs 9. kerülete, 1952. november 5. –) francia multiinstrumentalista zenész, zeneszerző, trombitás, fuvolás, filmkészítő, író.

## Pályafutása
Jean-Jacques Birgé a párizsi Lycée Claude-Bernard-re járt. Egy osztálytársával, a gitáros Francis Gorgé-val 1970-ben rockegyüttest alapított, és az iskolájában tartotta első koncertjeit. Az érettségi után után a párizsi Filmművészeti Felsőoktatási Intézetben  filmkészítést tanult. 1975-ben jelent meg debütáló nagylemeze. Trióját Antoine Duvernet (szaxofon) és Jean-Louis Bucchi (zongora) egészítette ki. A következő évben egy sor koncerten játszottak. Ugyanebben az évben megalapította a GGGR Studio produkciós céget, amely kiadta az albumot. A GRRR a független francia jazzkiadók egyesületének tagja. Birgé minden későbbi albumát és CD-jét ők készítették. 2003-ban a kiadtak egy albumot az 1975-76-ban az élő koncertekről, valamint egy DVD-t Birgé „La Nuit Du Phoque” című kísérleti filmjével. A szürrealisztikus 41 perces kisfilmet Jean-Jacques Birgé és Bernard Mollerat készítette filmes tanulmányai során.
1976-ban Birgé megalapította az „Un drame musical instantané” együttest Bernard Vitet-vel − a hetvenes évek elejének francia free jazz egyik kulcsfigurájával, és Francis Gorgé-val. Több mint húsz albumuk jelent meg olyan előadókkal, mint Brigitte Fontaine, Henri Texier, Didier Malherbe, Steve Argüelles, Dee Dee Bridgewater és a Balanescu Quartet.
A csoport bemutatta úgynevezett „Ciné” koncertjeit Franciaországban. 24 némafilm volt a repertoárjukon, köztük a Dr. Caligari, Jean Epstein: The Fall of the House of Usher, Carl Theodor Dreyer: Jeanne d'Arc, és Dziga Vertovtól az Ember a felvevőgéppel.
Amikor ez a módszer általánosan elfogadottá vált a mozikban, felhagytak a ezekkel a koncertekkel.
Birgé 1989 óta készít multimédiás műsorokat és hanginstallációkat múzeumokban, nyilvános rendezvényeken, koreográfiákat és tűzijátékokal, különféle kiállítások megnyitóit,  videós műsorokat óriáskivetítőkön.
1996-ban adták ki a "Dialogues d' Alain Monvoisin − Il était une fois la fête foraine" című CD-t, amelyet Bernard Vitet-vel együttműködésben készítettek.
2003-ban a "Somnambules" meghívást kapott a Japan Media ArtsQQ Fesztiválra, majd Koreában is bemutatták, ahol a Szöuli Film- és Netfesztivál zsűrijének különdíjával jutalmazták. 
2013/14-ben a La Filature című fényinstalláció a Vitra Design Múzeumban volt látható. Ez egy opera 100 robotnyuszival, zene, fény és mozgás koreográfiával; Antoine Schmitt és Jean-Jacques Birgé szerzeménye.
Birgé komponálta a hangot Anne-Sarah Le Meur „Omni-Vermille”  számítógéppel generált 3D fényinstallációjához a ZKM Karlsruhe-ban, amely valós idejű képeken alapul.
A „Perspektívák a 22. századhoz” (2020) környezetünk és mindennapjaink hangjaiból és zajaiból, különböző együttesek és szólisták számára készült zeneművekből, valamint terepfelvételekből álló kompozíció. A kompozíció a Musée d’ethnographie de Genève (MEG) megbízásából készült. A zenébe beépülnek a múzeum hangdokumentumai, köztük Constantin Brăiloiu etnomuzikológus sellaklemezére rögzített 31 darabja. A művet Birgé akusztikus és elektronikus hangszerekre írt kompozíciói egészítik ki. Birgé művét „egyfajta rádiójátéknak” nevezi.

## Lemezválogatás
- 1975: Jean-Jacques Birgé, Francis Gorgé, Shiroc: Défense De, LP; Studio GRRR
- 1983: Jean-Jacques Birge, Bernard Vitet und Francis Gorgé; Les Bons Contes Font Les Bons Amis; Neuauflage 2022 – remastered als Digipack-CD
- 1996: Jean-Jacques Birgé, Bernard Vitet, Michel Houellebecq; Etablissement D’Un Ciel D'Alternance; Studio GRRR
- 2020: Perspectives for the 22nd Century; CD; MEG-AIMP, Mental Groove Records

## Filmek
Jean-Jacques Birgé az IMDb-n

## Díjak
- 2003: Szöuli Film- és Netfesztivál

## Fordítás
Ez a szócikk részben vagy egészben  a   Jean-Jacques Birgé című német Wikipédia-szócikk ezen változatának fordításán alapul.  Az eredeti cikk szerkesztőit annak laptörténete sorolja fel. Ez a jelzés csupán a megfogalmazás eredetét és a szerzői jogokat jelzi, nem szolgál a cikkben szereplő információk forrásmegjelöléseként.